# Wybory parlamentarne w Holandii w 1994 roku

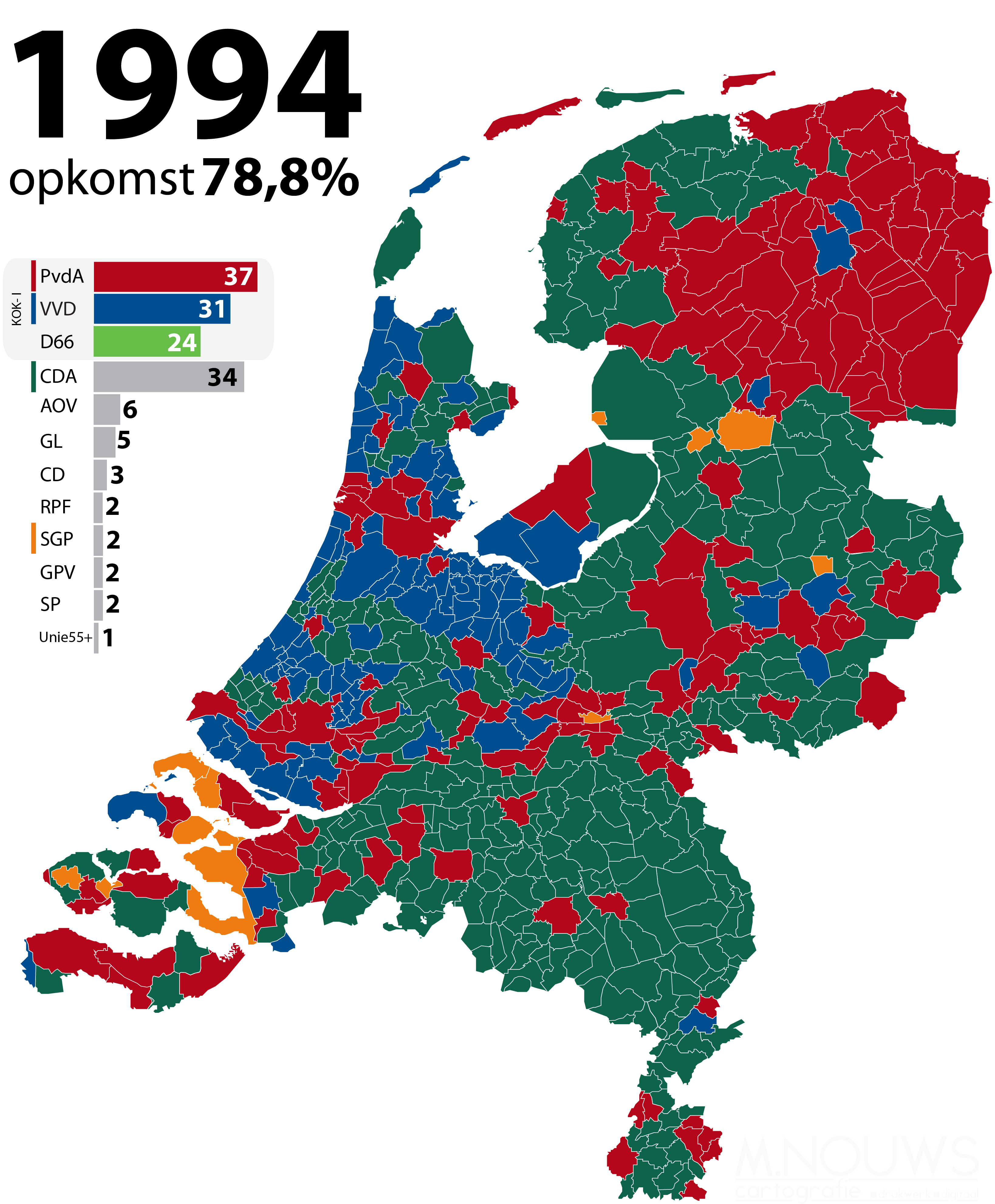
Wybory 1994, wyniki w gminach. Zielonym kolorem zaznaczono miejsca, w których zwyciężył CDA, czerwonym PvdA, niebieskim VVD, pomarańczowym SGP

Wybory parlamentarne w Holandii w 1994 roku zostały przeprowadzone 3 maja 1994 r.. W ich wyniku Holendrzy wybrali 150 posłów do Tweede Kamer, niższej izby Stanów Generalnych. Frekwencja wyborcza wyniosła 78,75%. Wybory zakończyły się zwycięstwem Partii Pracy, a nowym premierem został Wim Kok, który stworzył koalicyjny rząd.

## Wyniki wyborów
| Partia                                       | Głosy     | %     | Mandaty | Zmiana |
| -------------------------------------------- | --------- | ----- | ------- | ------ |
| Partia Pracy                                 | 2 153 135 | 23,97 | 37      | -12    |
| Apel Chrześcijańsko-Demokratyczny            | 1 996 418 | 22,23 | 34      | -20    |
| Partia Ludowa na rzecz Wolności i Demokracji | 1 792 401 | 19,96 | 31      | +9     |
| Demokraci 66                                 | 1 391 202 | 15,49 | 24      | +12    |
| Algemeen Ouderen Verbond                     | 326 401   | 3,63  | 6       | +6     |
| GroenLinks                                   | 311 399   | 3,47  | 5       | -1     |
| Centrum Democraten                           | 220 734   | 2,46  | 3       | +2     |
| Reformatorska Federacja Polityczna           | 158 705   | 1,77  | 3       | +2     |
| Polityczna Partia Protestantów               | 155 251   | 1,73  | 2       | -1     |
| Gereformeerd Politiek Verbond                | 119 158   | 1,33  | 2       | -      |
| Partia Socjalistyczna                        | 118 768   | 1,32  | 2       | +2     |
| Unie 55+                                     | 78 147    | 0,87  | 1       | +1     |
| Pozostałe                                    | 159 837   | 1,78  | 0       | -      |
| Głosy nieważne i puste                       | 39 727    | 0,44  | 0       | -      |
| Razem                                        | 9 021 283 | 100   | 150     | 0      |